# Шверштат
Шверштат (њем. Schwörstadt) општина је у њемачкој савезној држави Баден-Виртемберг. Једно је од 35 општинских средишта округа Лерах. Према процјени из 2010. у општини је живјело 2.404 становника. Посједује регионалну шифру (AGS) 8336082.

## Географски и демографски подаци
Шверштат се налази у савезној држави Баден-Виртемберг у округу Лерах. Општина се налази на надморској висини од 298 метара. Површина општине износи 20,1 km². У самом мјесту је, према процјени из 2010. године, живјело 2.404 становника. Просјечна густина становништва износи 120 становника/km².

## Међународна сарадња
| Мјесто | Држава    | Врста сарадње | Од    |
| ------ | --------- | ------------- | ----- |
|        | Француска | партнерство   | 1984. |
| Извор  |           |               |       |